# Pérvenets
Pérvenets - Первенец (rus) - és un khútor del krai de Krasnodar, a Rússia. Es troba als vessants septentrionals del Caucas occidental, a 8 km al nord-oest de Krimsk i a 91 km a l'oest de Krasnodar, la capital.
Pertany al municipi de Moldavànskoie.